# Retusin (isoflavona)
Retusin es un tipo de flavonoide que puede ser encontrado en especies de Fabaceae como Dipteryx odorata, en Dalbergia retusa y en Millettia nitida. También se puede encontrar en Maackia amurensis.